# Ki Tavo
Ki Tavo, Ki Thavo, Ki Tabo, Ki Thabo, o Ki Savo (ebraico: כִּי-תָבוֹא — tradotto in italiano: “quando sarai entrato”, incipit di questa parashah) 50ª porzione settimanale della Torah (ebr. פָּרָשָׁה – parashah o anche parsha/parscià) nel ciclo annuale ebraico di letture bibliche dal Pentateuco, settima nel Libro del Deuteronomio. Rappresenta il passo Deuteronomio 21:10-25:19, che gli ebrei della Diaspora leggono generalmente in settembre.
La parashah riporta la cerimonia delle primizie, le decime, e le benedizioni per l'osservanza della Legge e le maledizioni per le trasgressioni.

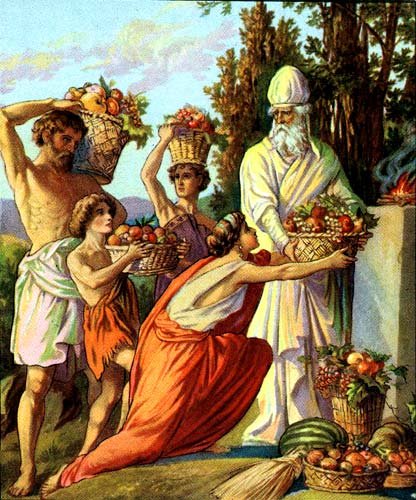
Offerta delle primizie (illustrazione da figurina biblica pubblicata tra il 1896 e il 1913 dalla Providence Lithograph Company)

## Parole chiave
Parole usate frequentemente nella parashah includono: “tutto” (58 volte, sing/plur/ecc.); “comando”, “comandato”, “comandamento” (25 volte); “popolo” (23 volte); “maledizione”, "maledizioni", “maledetto”, “maledicendo” (22 volte); “dire”, “diucendo/detto” (21 volte); “fruit” (15 volte); “amen” (12 volte); “benedici”, “benedetto”, “benedicendo”, “benedizioni” (12 volte); “dato” (12 volte); “occhio”, “occhi” (10 volte); e “voci” (10 volte).

## Haftarah
La haftarah della parashah è Isaia 60:1-22. La haftarah è la sesta nel ciclo di sette haftarot di consolazione dopo Tisha b'Av, che precede Rosh Hashanah.

### Testi
- Testo Masoretico e traduzione JPS 1917, su mechon-mamre.org. URL consultato l'11 marzo 2013 (archiviato dall'url originale il 5 ottobre 2023).
- Parashah cantata, su bible.ort.org. URL consultato l'11 marzo 2013 (archiviato dall'url originale il 10 giugno 2011).
- Parashah letta in ebraico, su mechon-mamre.org.

### Commentari
- Academy for Jewish Religion, New York, su ajrsem.org.
- Aish.com. URL consultato l'11 marzo 2013 (archiviato dall'url originale il 17 marzo 2013).
- American Jewish University, su judaism.ajula.edu (archiviato dall'url originale il 20 febbraio 2012).
- Anshe Emes Synagogue, Los Angeles, su anshe.org. URL consultato l'11 marzo 2013 (archiviato dall'url originale il 1º novembre 2012).
- Bar-Ilan University, su biu.ac.il.
- Chabad.org.
- eparsha.com.
- G-dcast, su g-dcast.com. URL consultato l'11 marzo 2013 (archiviato dall'url originale il 20 marzo 2013).
- The Israel Koschitzky Virtual Beit Midrash, su vbm-torah.org. URL consultato l'11 marzo 2013 (archiviato dall'url originale il 3 settembre 2011).
- Jewish Agency for Israel, su jewishagency.org. URL consultato l'11 marzo 2013 (archiviato dall'url originale il 30 settembre 2012).
- Jewish Theological Seminary (XML), su jtsa.edu. URL consultato l'11 marzo 2013 (archiviato dall'url originale l'11 marzo 2013).
- MyJewishLearning.com. URL consultato l'11 marzo 2013 (archiviato dall'url originale il 25 settembre 2008).
- Ohr Sameach, su ohr.edu.
- Orthodox Union, su ou.org.
- OzTorah, Torah from Australia, su oztorah.com.
- Oz Ve Shalom — Netivot Shalom, su netivot-shalom.org.il. URL consultato l'11 marzo 2013 (archiviato dall'url originale il 24 giugno 2010).
- Pardes from Jerusalem, su pardes.org.il. URL consultato l'11 marzo 2013 (archiviato dall'url originale il 29 marzo 2012).
- Rabbi Shlomo Riskin, su ohrtorahstone.org.il. URL consultato l'11 marzo 2013 (archiviato dall'url originale il 21 agosto 2011).
- Rabbi Shmuel Herzfeld, su rabbishmuel.com. URL consultato l'11 marzo 2013 (archiviato dall'url originale l'11 marzo 2013).
- Reconstructionist Judaism, su www4.jrf.org. URL consultato l'11 marzo 2013 (archiviato dall'url originale il 16 febbraio 2006).
- Sephardic Institute, su judaicseminar.org.
- Shiur.com.
- 613.org Jewish Torah Audio, su 613.org. URL consultato l'11 marzo 2013 (archiviato dall'url originale il 27 settembre 2011).
- Tanach Study Center, su tanach.org.
- Torah from Dixie, su tfdixie.com. URL consultato l'11 marzo 2013 (archiviato dall'url originale il 18 luglio 2013).
- Torah.it, su archivio-torah.it.
- Torah.org.
- TorahVort.com.
- Union for Reform Judaism, su urj.org. URL consultato l'11 marzo 2013 (archiviato dall'url originale il 29 agosto 2008).
- United Hebrew Congregations of the Commonwealth, su chiefrabbi.org. URL consultato l'11 marzo 2013 (archiviato dall'url originale il 4 marzo 2016).
- United Synagogue of Conservative Judaism, su uscj.org. URL consultato l'11 marzo 2013 (archiviato dall'url originale il 14 agosto 2012).
- What’s Bothering Rashi?, su shemayisrael.com.
- Yeshiva University, su yutorah.org. URL consultato l'11 marzo 2013 (archiviato dall'url originale il 18 dicembre 2019).